# MCS・グッピー
MCS・グッピー (MCS Guppy)は、ムーンクラフトが開発したグループCのC2規定に適合した耐久レース用のプロトタイプレーシングカー。全日本耐久選手権（後のJSPC）や富士ロングディスタンスシリーズにて活躍した。

## マシン概要
ムーンクラフトが開発・製造したグループC2規定のプロトタイプレーシングマシン。富士グランチャンピオンレース（以降富士GCと表記する）の車両規定改訂で、使用されなくなった2座席レーシングマシンの部品を有効活用することでコスト低減を図った。当時の売り文句は、「世界で最も安いグループCマシン」

## 開発の背景
富士GCは、1979年からシングルシーターマシンの参加が認められた。ムーンクラフトは、いち早くムーンクラフトスペシャル（MCS）と命名したシングルシーターを公表した。このマシンは、今まで使用していた2座席マシン（主としてマーチ）の足回りを流用して、ムーンクラフトが独自作成したシングルシーターモノコックとカウルを組み合わせたものであった。
1982年にWEC-JAPANが開催されたときに、2,000ccまでのエンジンを搭載した2座席オープン・レーシングカーの参戦が認められた。これを受けて、日本のチームは、富士GCで使用していた2座席レーシングカーでの参戦を行うところがあった。とあるチームは、マーチの2座席レーシングカーで参戦するにあたり、富士のストレートでの安定性を考え、MCSのフロントカウルを使用して好成績を上げることができた。
一方1982年にムーンクラフトは、マツダスピードと一緒にル・マン24時間レースにグループC（グループCJr）のマツダ・717Cにて参戦した。このマシンは、ル・マン（サルト・サーキット）のユーノディエールのストレートでの最高速重視のためドラッグ低減を最重視し、ダウンフォースが低いデザインになっていた。そのため車体の浮きが発生して、コーナーリング特性が悪く競争力が低かった。
国内の耐久選手権においては、国内メーカー（トヨタ、日産、マツダ）と関連の深いチームは、参戦においてエンジンやシャシに関して提供を受けていたが、完全なプライベートチーム（メーカーと関連をあまり持たないチーム）は、メーカー系からの援助が非常に少ない状況であった。そこでムーンクラフトは、富士GCと同じ手法で、2座席レーシングマシンのパーツを有効活用したオリジナルのグループCカーを開発した。

### 基本構成

#### シャシ
マーチの2座席レーシングカー（マーチ・73S、74S、75S）と同じシャーシ構成で、クローズドルーフの部分を追加している。（ツインチューブアルミモノコックと鋼管スペースフレームの構成）
モノコックは、基本はマーチの2座席スポーツカーのものを流用しているが、基本設計が1972年なので、グループC規定に対応するための改造が必要になった。そのため、チームによっては、モノコックを新規作成したところもあった。特にガソリンタンクの容量がグループC規定で制限を受けるので、マーチのオリジナルのサイドポンツーンに分割収納から、シートタンクの一体ものに改造したものもある。
クローズドルーフの部分は、ロールフープを大幅に強化して、ロールケージを取り付けて形成している。
エンジンエンジンマウントも、マーチと同じスペースフレームによる方式であった。サスペンションはマーチの部品を流用しているので、サスペンション取付部の構造や形状は、マーチと同一で、スプリングを強化している。
トランスミッションは、チームが保有するヒューランドのFT200かFG400をそのまま使用している。
車重は、グループC2の最低重量700㎏を割る形になったので、バラスト搭載が必要であった。

#### カウル
センターカウル部のウインドスクリーンは、マツダ・717Cのものを流用。その他のカウルは、ムーンクラフトのオリジナル。
マツダ・717の反省から、フロントカウルは、MCSに近い形状を採用してダウンフォースを強くして、ドラッグとのバランスを確保した。ラジエーターは、メインをフロント/オイルクーラーとサブラジエターをサイドに設置している。

#### エンジン
エンジンは、チームが希望するエンジンを選択することができる。
富士GCに使用していたマーチのリアフレームおよびサスペンションを使用しているので、搭載可能なエンジンは富士GCに使用されていたエンジン（トヨタ18RG改、マツダ13B、BMW-M12/7）が使用された。これらのエンジンは、C2規定の3㎞/Lの燃費が、確保されるように各チームで調整された。

## 戦績
デビュー戦は1983年富士1000km。3台がエントリー（トヨタ、マツダ、BMWエンジン搭載車）し、ポルシェ・956に次ぎBMWエンジン搭載車が2位、マツダエンジン搭載車が3位に入賞している。続く鈴鹿1000kmでも、マツダエンジン搭載車が3位に入賞している。WEC-JAPANではトヨタエンジン搭載車が8位で完走、Cジュニアクラス優勝を果たしている。
翌1984年、全日本耐久として唯一の開催となったRRC筑波4時間では、チームタクのマツダエンジン搭載車が総合優勝を遂げた（このラウンドにC1マシンは出場していない）。富士ロングディスタンスの富士1000kmでは、トラブルで遅れるポルシェ・956を尻目に、チームタクのマツダエンジン搭載車が総合優勝を遂げ、これは日本国内耐久シリーズで初めてのポルシェの黒星であった。同レースでは3位にもマツダエンジン搭載車が入賞している。
WEC-JAPANでも　マツダエンジン搭載車が8位完走と健闘し、遠来の海外勢を抑えクラス2位であった。この年は最大時4台ものMCS・グッピーがエントリーした。
1985年シーズンも引き続き参加し、全日本耐久第2戦富士1000kmでは並み居るC1カーを抑え、アルファキュービックレーシングチームのBMWエンジン搭載車が3位に入賞している。この後C2のエントラントがC1へステップアップする事が多くなり、MCSグッピーも役目を終えた。最後の参戦は1988年第2戦の鈴鹿500kmであった。